# 조병현 (1791년)

조병현(趙秉鉉, 1791년 ~ 1849년)은 조선 후기의 문신으로, 본관은 풍양(豊壤)이다. 자는 경길(景吉)이며 호는 성재(成齋) · 우당(羽堂)이다.
1822년 문과 급제 후, 성균관대사성, 이조참의를 거치면서 조만영, 조인영, 조병구 등과 함께 풍양 조씨의 중심 인물로 활동했으며, 이후 형조판서, 예조판서, 병조판서, 사헌부대사헌 등을 거쳐서 1841년 호조판서, 이조판서, 판의금부사 역임하였다. 그 뒤 1844년 좌참찬이 되었으나 과거 부정 사건에 연루되어 평안도 관찰사로 좌천되었으며, 1847년 광주 유수로 있다가 안동 김씨의 탄핵을 받아 파면된 뒤 거제도에 안치되었다. 이후 1849년 순원왕후가 수렴청정을 하자 다시 탄핵당해 거제도에 안치되었다.

## 가계
- 조부 : 조진명(趙鎭明)
- 조모 : 덕수 이씨 이익진(李翼鎭)의 딸 증 정경부인
  - 부 : 조득영(趙得永)
  - 모 : 연안 이씨 이문원(李文源)의 딸 증 정경부인
    - 제 : 조병황(趙秉璜)
    - 제 : 조병록(趙秉祿)
    - 제 : 조병석(趙秉䄷)
    - 누이 : 여흥 민씨 민치명(閔致明)에게 출가
    - 누이 : 동래 정씨 정세백(鄭世百)에게 출가
    - 누이 : 완산 이씨 이인청(李仁淸)에게 출가

- 부인 : 대구 서씨 서정보(徐鼎輔)의 딸 정경부인
  - 장자 : 조구하(趙龜夏)
    - 손자 : 조동묵(趙東默)
      - 증손 : 조선구(趙善九)

    - 손자 : 조동직(趙東直)
      - 증손 : 조순구(趙舜九)
      - 증손 : 대구 서씨 서재환(徐載𡷗)에게 출가

  - 차자 : 조봉하(趙鳳夏)
    - 이은지 황재균